# Ростовський обласний музей образотворчих мистецтв
Ростовський обласний музей образотворчих мистецтв (рос. Ростовский областной музей изобразительных искусств/РОМИИ) — художній музей в Ростові-на-Дону, заснований в 1938 році. Колекція нараховує понад 6 тис. одиниць.

## Про музей
Ростовський обласний музей образотворчих мистецтв як самостійна установа існує з 1938 року. Зібрання музею включає близько 6000 творів живопису, графіки, скульптури і декоративно-прикладного мистецтва. Постійна експозиція представляє давньоруське мистецтво, мистецтво XVIII — початку XX століть у Росії, зарубіжне мистецтво західноєвропейських майстрів та країн Сходу. Колекція мистецтва XX ст. представлена роботами Бориса Лавренка, Олександра Лактіонова, Мартіроса Сар'яна, Миколи Тимкова, інших провідних майстрів Росії. Також демонструються роботи художників Дону.
Площі організації: експозиційно-виставкова — 3938 м², тимчасових виставок — 859 м², фондосховищ — 2245 м². Кількість співробітників — 57, з них 19 наукових. В структурі організації є наукова бібліотека, реставраційні майстерні.

## Історія
Відкриття музею відбулося у 1938 році, але формування зборів має більш давню історію. Ще на початку XX століття в Ростові-на-Дону створено Ростово-Нахічеванське суспільство витончених мистецтв, на виставках якого експонувалися твори митців із різних міст Росії, що ввійшли потім у приватні колекції місцевих меценатів, які після революції надійшли в музей.
З 1 травня 1920 року працював як Донський обласний музей мистецтва та старожитностей, з 1927 — у складі крайового музею народів Північного Кавказу, в 1934-1936 не функціонував, з 1937 — на правах відділу Ростовського обласного музею краєзнавства,
Біля витоків створення музею стояли художники М.С. Сар'ян і А.Д. Сілін, письменниця М.C. Шагінян. З перших років існування музей також поповнювався експонатами з центральних музеїв країни — Третьяковської галереї, Ермітажу, Російського музею.
У січні 1942 року колекція була евакуйована в П'ятигорськ, де була розграбована німецькими військами. Протягом повоєнних років деякі з викрадених картин поступово поверталися музею, але всю довоєнну колекцію так і не вдалося відновити. Вдруге музей відкрився в червні 1946 року у відведених для нього кімнатах Ростовського художнього училища імені М.Б. Грекова.
З 1958 року музей займає особняк відомого адвоката А. П. Петрова, побудований в 1898 р. за проектом архітектора М. О. Дорошенка (особняк націоналізований в 1920 році).

## Основні екскурсії
- Давньоруське мистецтво.
- Російське мистецтво XVII — поч. XX ст.
- Західноєвропейське мистецтво XVII — XIX ст.
- Мистецтво Сходу.

## Директори музею
- з 2007 по наст. час — С.В. Крузе
- з 1950 по 1979 рік — Ю.Л. Рудницька

## Фото експонатів

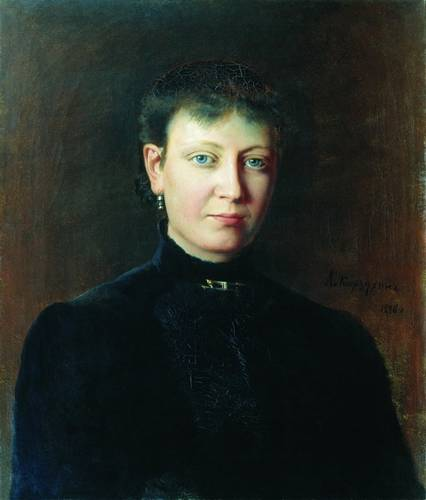
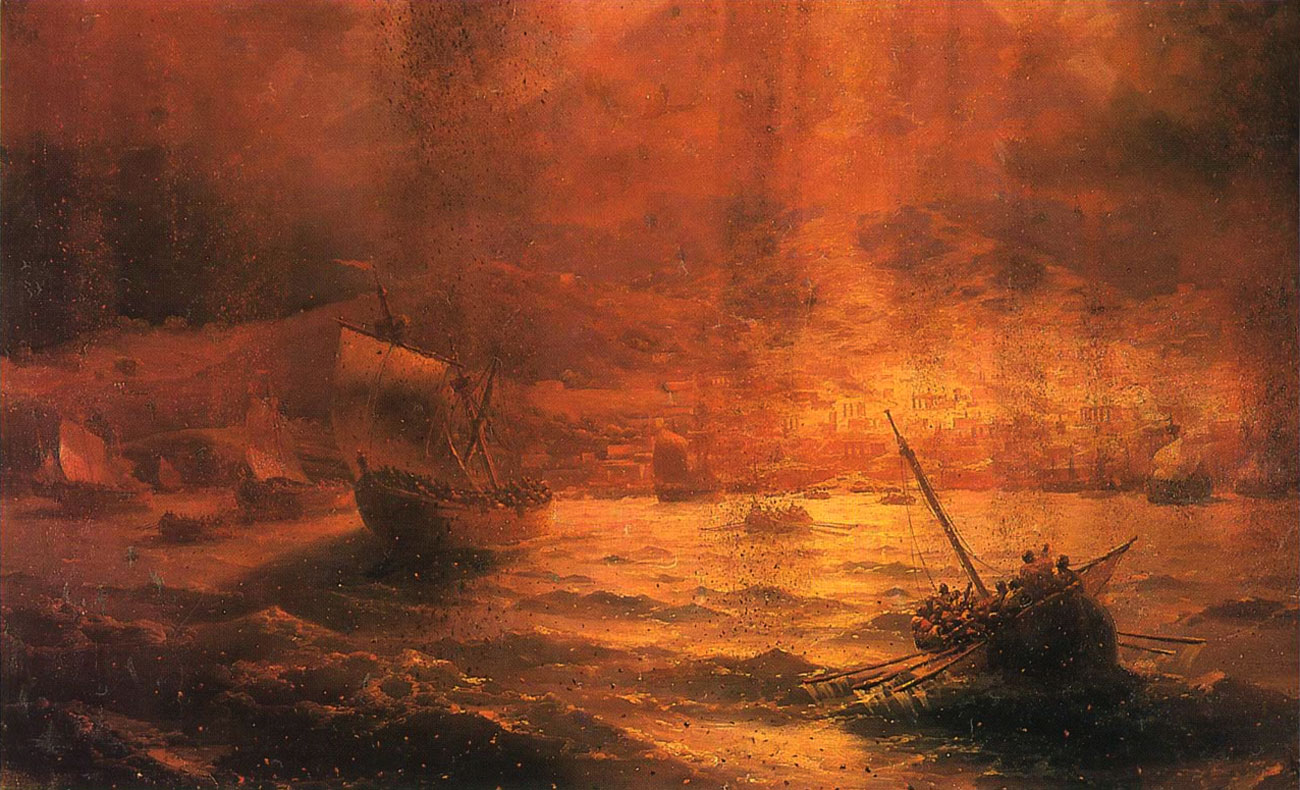
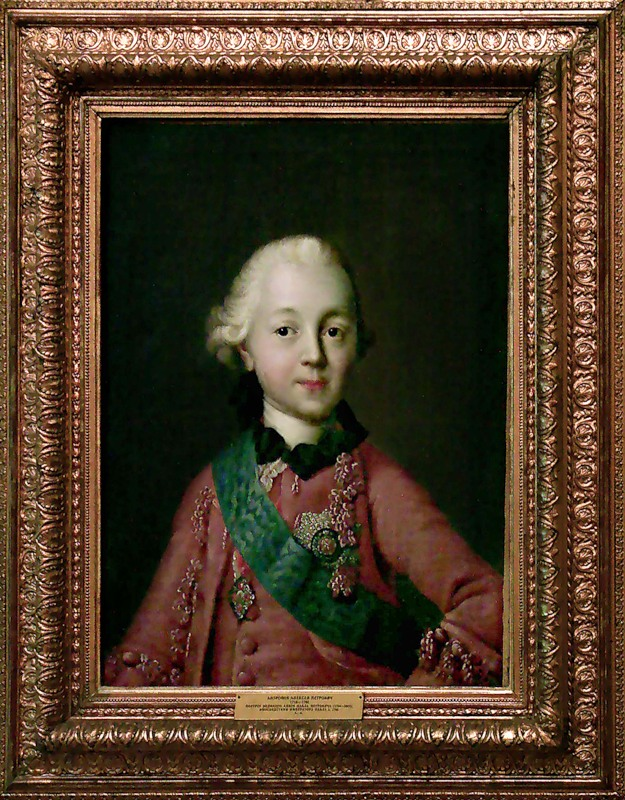
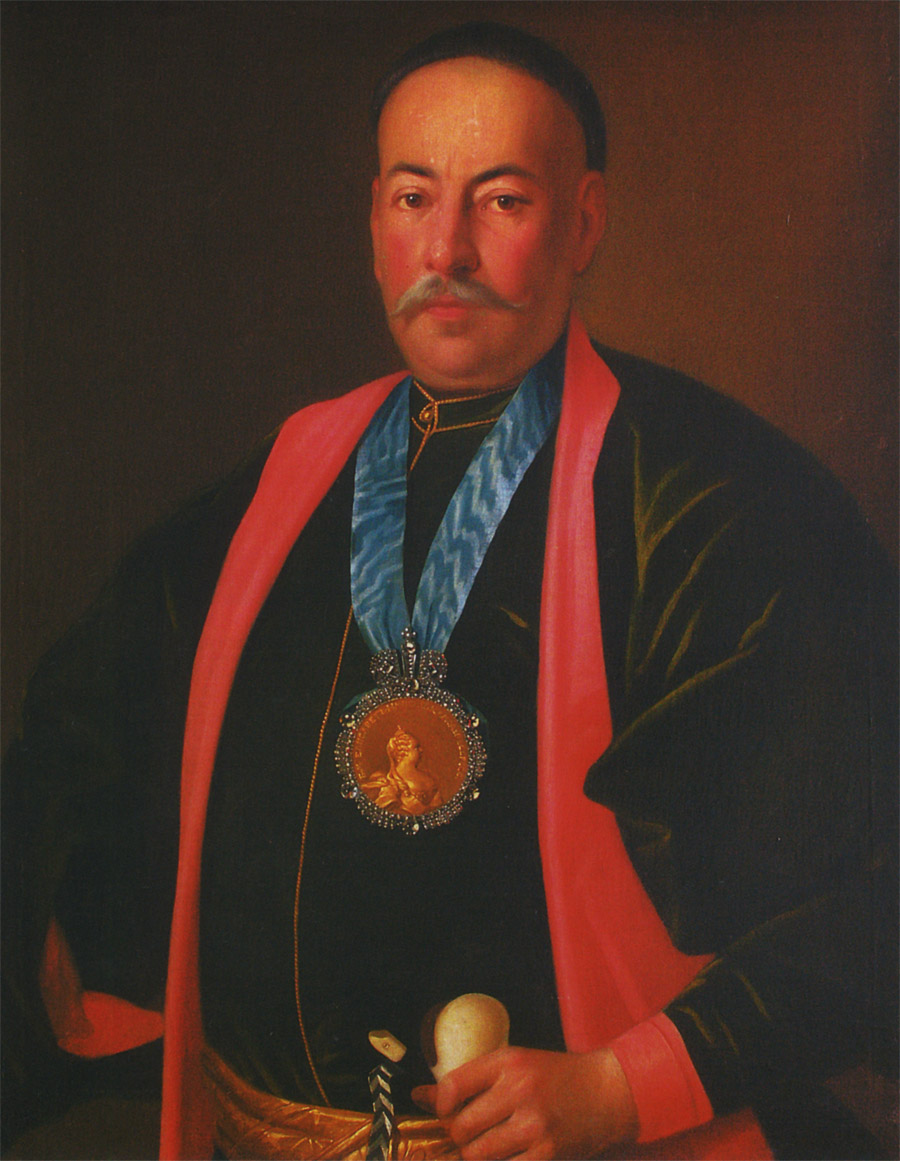
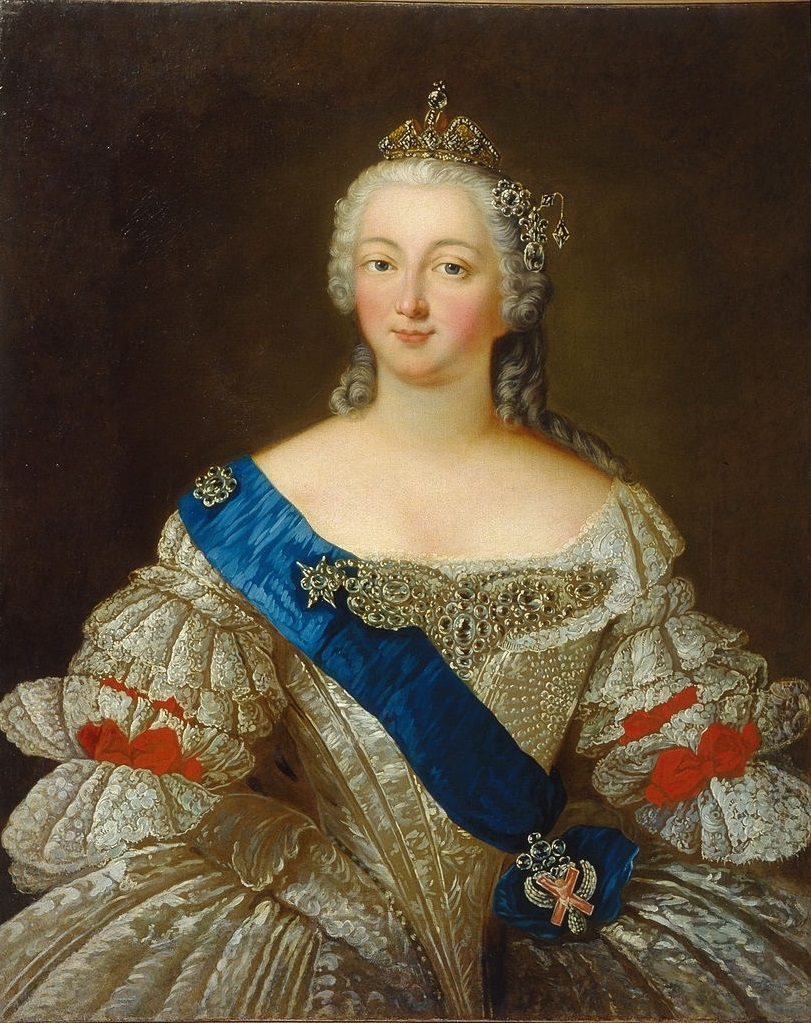
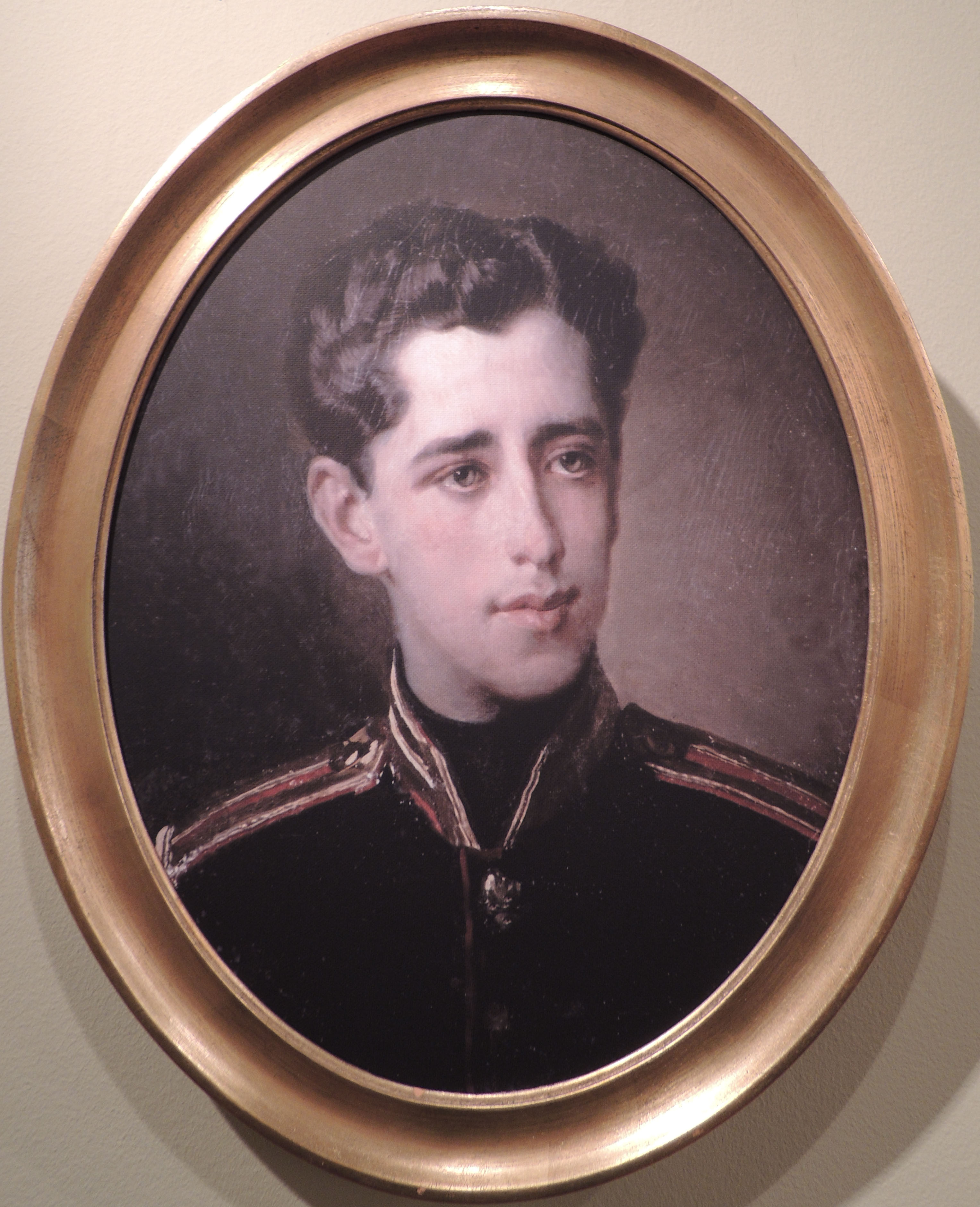
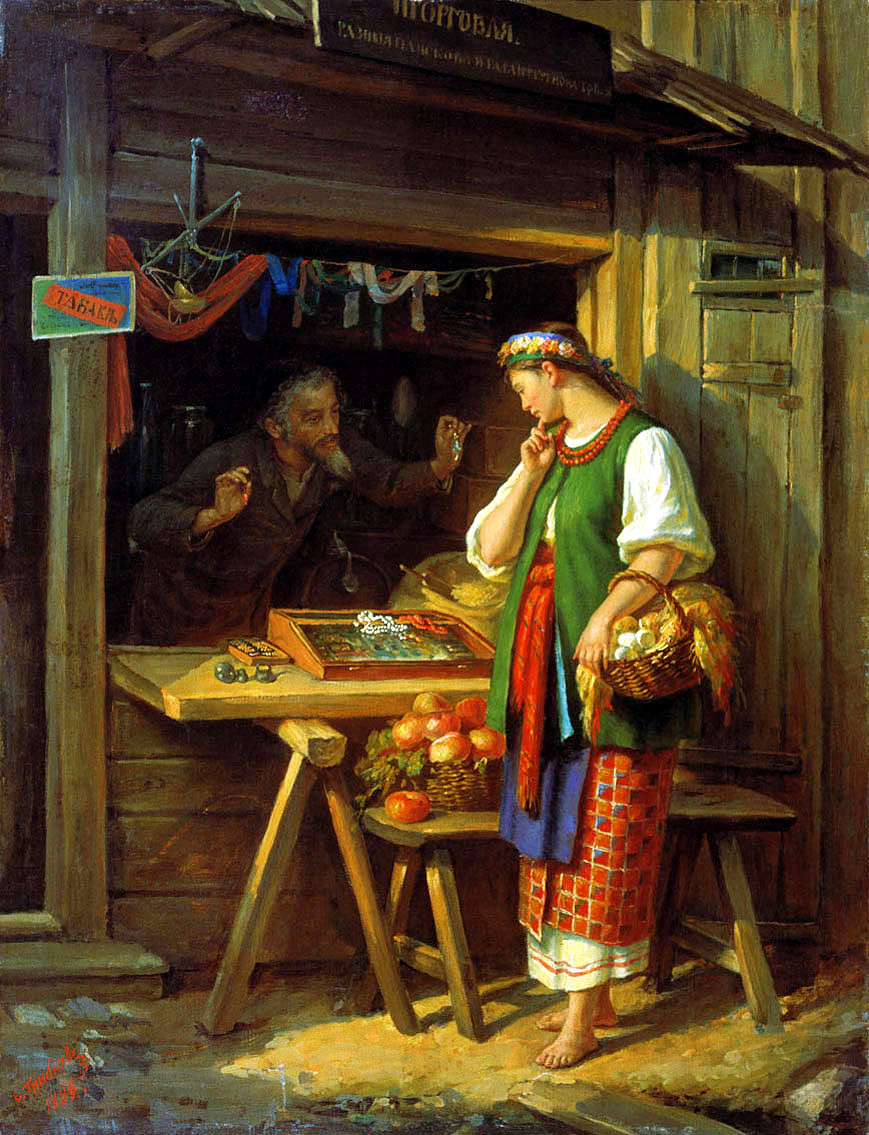
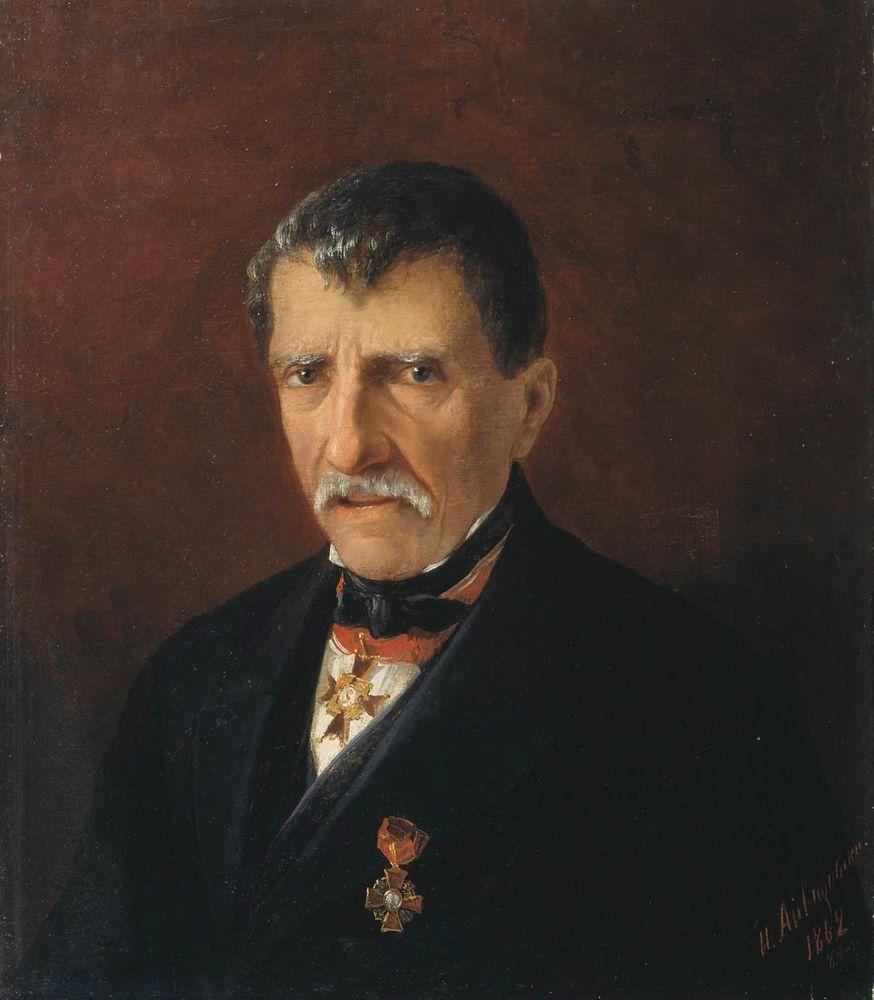
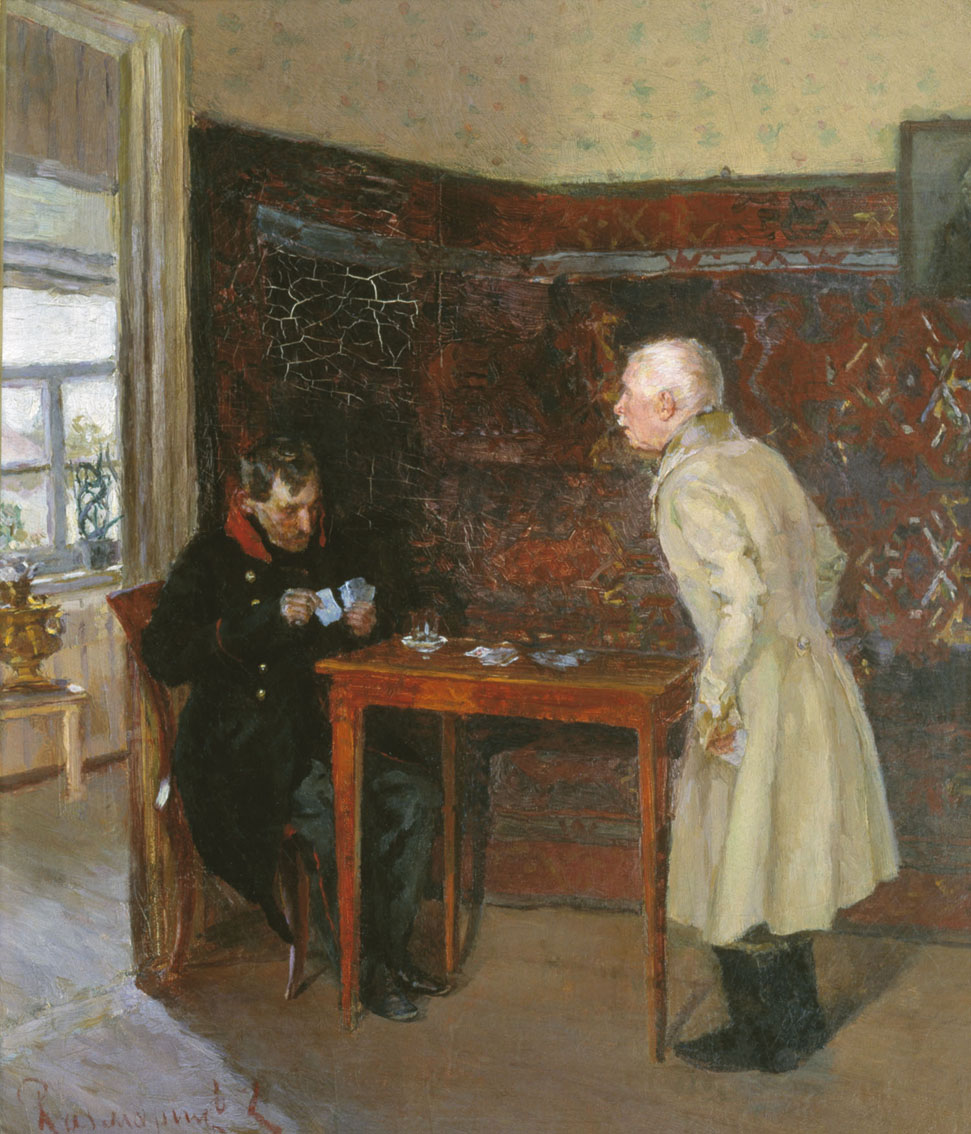
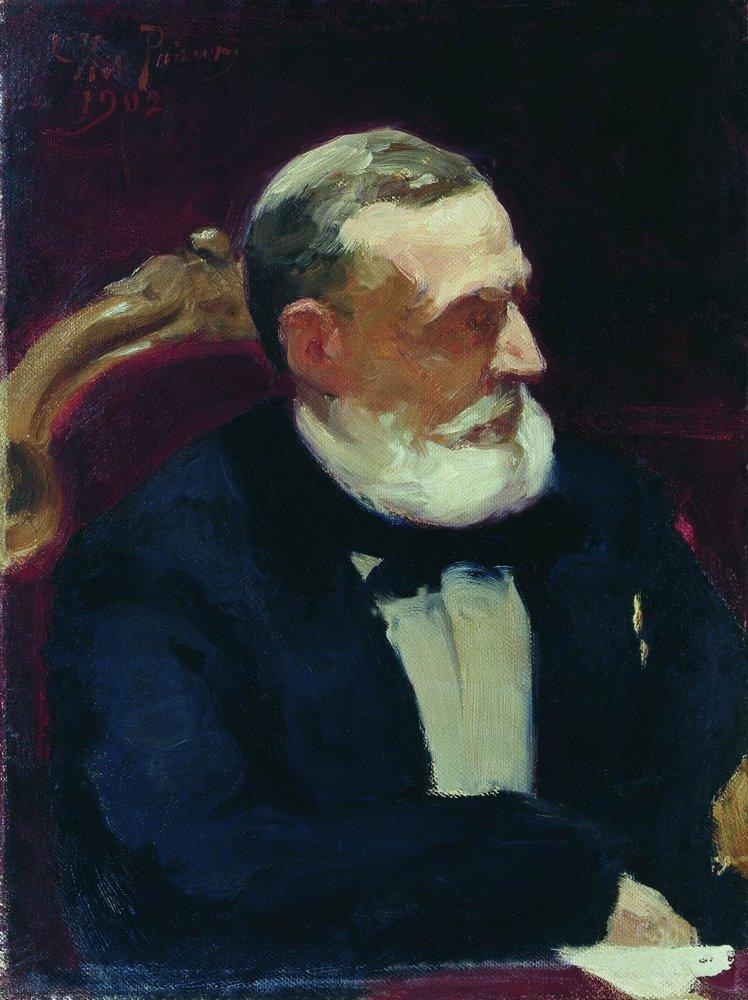
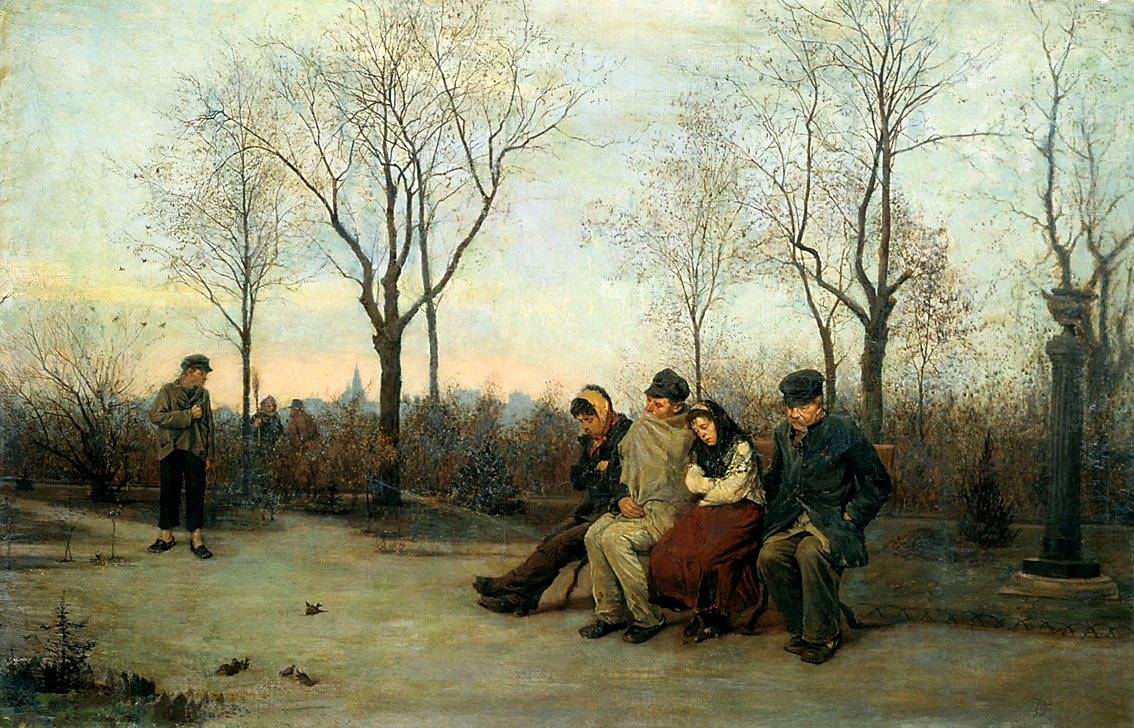
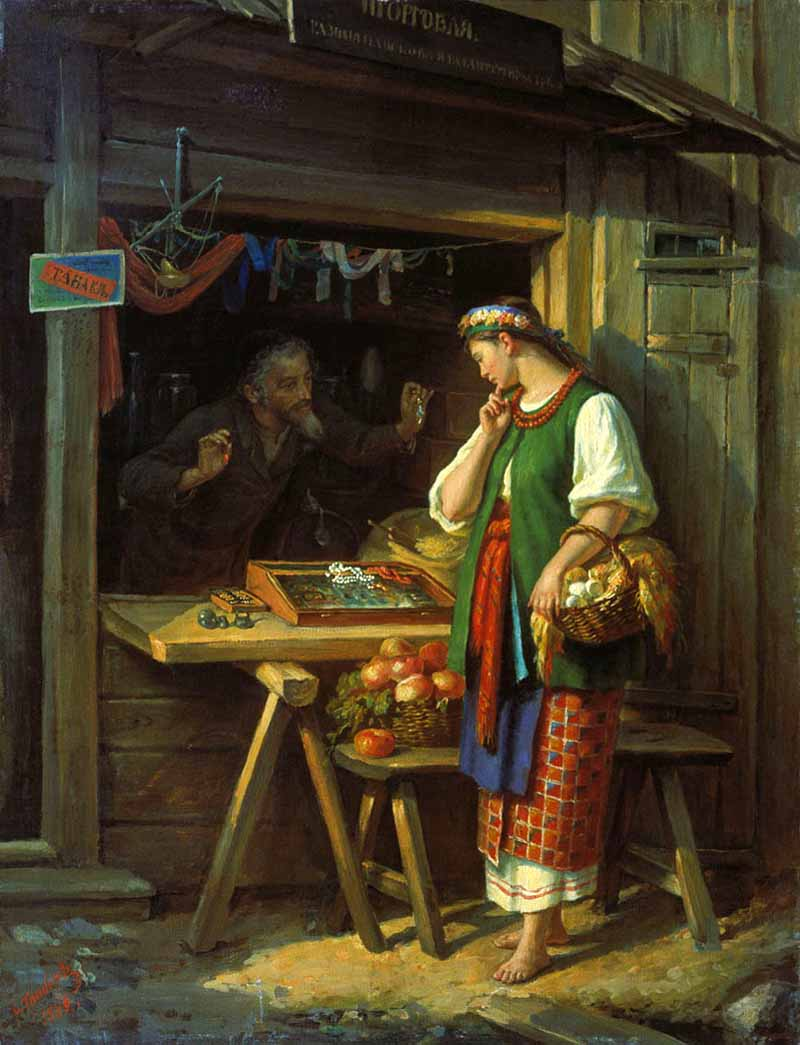